# Iktyofager
Iktyofager (klassisk grekiska: Ἰχθυοφάγοι, latin: Ichthyophagi, ”fiskätare”) var under antiken en sammanfattande benämning för en rad vitt skilda kustbefolkningar i Afrika och Asien, vilka huvudsakligen levde av fisk samt ansågs stå på en låg utvecklingsnivå. Framför allt omtalas iktyofager från kustområdena i Gedrosien (nuvarande Baluchistan) och landskapet Troglodytis på Afrikas östkust vid Röda havet. (Numera avses med iktyofag främst en person ”som lever av fisk eller som med förkärlek äter fisk”.)
- Herodotos (400-talet f.Kr.) nämner tre babyloniska stammar, vilka enbart livnärde sig av fisk. Till mjöl söndersmulad torrfisk använde de till gröt eller till att baka bröd.[4] Han nämner även iktyofager i Etiopien och i gränsstaden Elefantine på ön med samma namn.[5]
- Alexander den stores amiral Nearchos ledde under Alexanders återtåg (cirka 326–325 f.Kr.) en flotta i Arabiska havet längs regionen Makrāns kust i Baluchistan och uppger att de karga och bergiga stränderna vid Gwadar och Pasni beboddes av iktyofager.[6][7]
- Pausanias (100-talet f.Kr.) omtalar iktyofager på den afrikanska kusten vid Röda havet.[6] Dessa nämns även av Diodorus Siculus (cirka 90 f.Kr.–30 f.Kr.) och av Strabon (cirka 63 f.Kr.–24).[6] Strabon uppger även att de etiopiska iktyofagerna söder om Bab al-Mandab malde soltorkad fisk till mjöl, varav bakades bröd.[8]
- Plinius den äldre (23–79) berättar om iktyofager på öarna i Persiska viken.[6]
- Ptolemaios (cirka 100–170) nämner iktyofager vid Persiska vikens kust, kusten av Röda havet, på den afrikanska västkusten samt i Fjärran östern nära hamnen i Kattigara.[6]
- På Peutingerkartan, ursprungligen från 300-talet, markeras iktyofager som ett folk som bebodde kusten av Baluchistan. Förekomsten av sådana stammar bekräftades av Sir Richard F Burton (El-Medinah, s. 144).[6]
- Olaus Magnus kallar i sin Historia om de nordiska folken, 1555, islänningar för iktyofager, då de i avsaknad av spannmålsodling bredde smör på torkad fisk, vilken åts som bröd.[9] Även Nordnorges kustsamer kallar han iktyofager.[10]